# Pseudoeurycea saltator
Espèce
Statut de conservation UICN

 CR B1ab(iii) : 
En danger critique
Pseudoeurycea saltator est une espèce d'urodèles de la famille des Plethodontidae.

## Répartition
Cette espèce est endémique de l'État d'Oaxaca au Mexique. Elle se rencontre de 1 500 à 2 000 m d'altitude dans la Sierra Juárez.

## Publication originale
- Lynch & Wake, 1989 : Two new species of Pseudoeurycea (Amphibia: Caudata) from Oaxaca, Mexico. Contributions in Science. Natural History Museum of Los Angeles County, no 411, p. 11-22 (texte intégral).